# Wapen van Stavoren

Het wapen van Stavoren

Het wapen van Stavoren is het wapen van de stad en voormalige Friese gemeente Stavoren. Stavoren is in 1984 gefuseerd tot de gemeente Nijefurd, daardoor is het wapen dat jaar in onbruik geraakt. Het wapen is op 25 maart 1818, door de Hoge Raad van Adel, officieel aan de gemeente toegekend. 
Een groot deel van het wapen van Stavoren is opgegaan in het wapen van Nijefurd, op 1 januari 2011 is de gemeente Nijefurd opgegaan in de gemeente Súdwest Fryslân waardoor het wapen van de gemeente Nijefurd niet langer officieel in gebruik is.

## Geschiedenis
Het wapen zou een sprekend wapen zijn, dit betekent dat het symbool staat voor meer dan alleen de stad of gemeente. In dit geval gaat het om de abtstaven van Sint Odulf, vanuit het Sint Odulfklooster zou de rest van Friesland namelijk gekerstend zijn. 

## Blazoen
De beschrijving van het voormalige wapen luidt als volgt: "Dwars doorsneden: het bovenste gedeelte goud en het benedenste gedeelte rood; waarop 2 bisschopsstaven verwisselende van kleuren en metalen van het schild. Het schild gedekt met een gouden kroon."
Het wapen is gedeeld, de bovenste helft is goud en de onderste is rood. De abtstaven zijn in tegengestelde kleuren en metalen. Daar waar de bovenste helft van het schild goud van kleur is, zijn de staven rood en waar het schild rood is, zijn de staven goud. De staven zijn aan de onderkant door een gouden lint gebonden. De kroon heeft  drie bladeren en 2 keer 3 parels. 
Aengwirden
· Baarderadeel
· Barradeel
· Het Bildt
· Bolsward
· Boornsterhem
· Dokkum
· Dongeradeel
· Doniawerstal
· Ferwerderadeel
· Franeker
· Franekeradeel
· Gaasterland
· Gaasterland-Sloten
· Haskerland
· Hemelumer Oldeferd
· Hennaarderadeel
· Hindeloopen
· Idaarderadeel
· IJlst
· Kollumerland en Nieuwkruisland
· Leeuwarderadeel 
· Lemsterland
· Littenseradeel
· Menaldumadeel
· Nijefurd
· Oostdongeradeel
· Rauwerderhem
· Schoterland
· Skarsterlân
· Sloten
· Sneek
· Stavoren
· Utingeradeel
· Westdongeradeel
· Wonseradeel
· Workum
· Wymbritseradeel